# Chrystybołocicze
Chrystybołocicze (biał. Хрысцібалавічы; ros. Христиболовичи) – wieś na Białorusi, w obwodzie brzeskim, w rejonie pińskim, w sielsowiecie Łopacin, nad doliną Prypeci i w pobliżu granicy Rezerwatu Krajobrazowego Środkowa Prypeć.
W dwudziestoleciu międzywojennym leżały w Polsce, w województwie poleskim, w powiecie pińskim, w gminie Lemieszewicze. Po II wojnie światowej w granicach Związku Sowieckiego. Od 1991 w niepodległej Białorusi.